# 另一个世界王国
另一個世界王國（英語：Other World Kingdom，縮寫為OWK）是一個大型且商業化的BDSM調教場所、私人国家，於1996年在捷克萨扎瓦河畔日贾尔附近的切爾納的一座城堡開張，首都布雷克城。雖然沒有得到任何其他國家的承認，但它擁有自己的貨幣、護照、警察部隊、法院、國旗和國歌。

## 歷史
OWK於1996年6月1日正式成立，並在約2年的建設後，1997年對遊客開放。
就其規模與一貫性而言，其提供了世界上其他場所都無法比擬的D/s環境。
2008年其土地和建築物以800萬歐元出售，並特別提到此房產適合用來當作旅館、餐廳、官邸、或老人的居所。然而，如今的OWK城堡仍在某些时间对外开放。

## 政府
OWK將自己定義為一個母權主義，並由女性統治的國家，並帶有強烈的BDSM及「女性至上」的色彩。這個國家的目標「讓盡可能多的男性生物屈服於上級女性無限制的統治下」。另外，OWK一直把自己說成是一個國家，但是，其與任一個與公認的主權國家或私營企業皆沒有關係。
其官網稱，OWK是由女王派翠西亞一世（Her Majesty The Queen Patricia I）統治，於1997年5月30至31日加冕並實施君主專制。她有權力修改法律和其他法律問題。她的其他角色包括「崇高的最高管理者」（Sublime Supreme Administrator，區域內和最高管理者辦公室的所有活動的監督）、「庫務署署長」（Administrator of the Treasury，與財務相關事項），並統領女王法院和女王護衛隊。
在女王之下有著一系列不同階層的女性。第一階層為「崇高的女士們」（Sublime Ladies）或「貴婦公民」（Ladies citizens），也就是這個王國的貴族。要成為其中之一，女性必須符合下列標準：
- 必須達到最低合法性交年齡。（Having reached the age of consent.）
- 至少擁有一位男奴的所有權。（Possession of at least one fulltime slave of male sex）
- 遵守OWK的原則和法律。（abiding by the principles and laws of the OWK）
- 申請公民身分。（Sending an application for citizenship.）
- 在女王宮待過至少五個夜晚。（spending at least five nights in the Area of Queen´s Palace in the OWK）[1][9]

其次是「女王的臣民」（Queen's subjects）。這些人遵守OWK法律，服從於女王並賦稅，且擁有諸如旅行自由、持有及處理財產、擁有小孩、改變職業、擁有企業及陳述意見等權利。
最低階層為「奴隸」（Slave）。這些男性被沒收所有权利，是女王或貴婦公民的財產，且此階層被認為「同等於農場上的動物」。

## 建築
該地占地3公頃（7.4英畝），有幾棟建築、一條250米長的橢圓形路、小湖和草坪。區內的主要建築是女王宮（Queen's Palace），是女王的住所，內有宴會廳、圖書館、王座室、折磨室、教室、健身房和廣泛的地下室監獄，可以租用牢房。長屋（Long House）還提供了額外的遊客住宿，其中包括巴托里·伊莉莎白室（Countess Elizabeth Báthory Chambers）與其他兩個酷刑室。這座建築還包含一個游泳池，酒吧，餐廳和汪黛夜總會。室外設施則包括一個木屑覆蓋的室內騎馬大廳和馬厩。

## 外部連結
- OWK官網（页面存档备份，存于）
- Other World Kingdom （页面存档备份，存于）在Wipipedia（專門收錄SM相關條目的百科全書）的頁面